# Jacques Gallard
Pour les articles homonymes, voir Gallard.
Jacques Gallard est une série de quatre albums de bande dessinée de Jean-Louis Tripp associé à Marc Barcelo pour le deuxième album.

## Synopsis
Les quatre albums racontent les tribulations d'un jeune Toulousain. Les trois albums dont Tripp est le seul auteur ont comme cadre l'Afrique et comme thème, le racisme et le fascisme. Une Afrique noire imaginaire (Port Kotto) dans le premier tome et l'Afrique du Sud du temps de l'apartheid dans les deux derniers. Le deuxième album se déroule dans une URSS où la détente n'empêche pas la guerre froide entre l'URSS et les États-Unis.

## Commentaire
Si dans le premier album, la ligne entre les camps des méchants blancs fascistes et les bons gentils amis de Jacques en lutte contre les premiers est claire et sans nuance, et même si le parti-pris de l'auteur est clair, le thème se complique beaucoup plus dans les deux derniers albums. Ces deux albums même s'ils peuvent être lus séparément ont un fil conducteur et sont en fait une même histoire. Les deux ont l'apartheid comme thème. Les cartes se mélangent. Dans Zoulou blues l'Afrique du Sud s'invite à Toulouse, les anti-apartheid n'ont pas toujours la couleur que l'on attend. Dans Afrikan Bazaar, Jacques n'est plus le jeune homme parfait des autres albums.
L'autre thème de la série c'est la manipulation. Manipulation un peu artificielle dans le premier album (« Hé bien, disons que je vous l'ai vivement suggéré quand vous étiez sous Egbeda ») et prétexte au voyage et à l'aventure (musclée). Manipulation politique dans une URSS où on ne sait pas qui sont les bons et les méchants. Manipulation désabusée dans le dernier album (« voilà qu'un nouveau jour se lève… et à part ça quoi de neuf en Afrique du Sud »).

## Les personnages
- Jacques Gallard : le héros, Toulousain, lecteur du journal Libération. On ne connaît pas son métier. Il aime les voyages et les femmes. Finalement, ses aventures lui tombent dessus plutôt qu'il ne les recherche.

- les femmes : Jacques aime les femmes et elles le lui rendent bien. Qu'il s'agisse de Cécile sa sœur, de Rae Okoyé l'étudiante en médecine de Montpellier en vacances à Port Kotto, Hélène la copine du lycée bonne en langues et qui travaille à Moscou, Zoubida la Toulousaine poursuivi par une bande d'affreux et Laurie le belle et mystérieuse Sud-Africaine. Elles l'aiment toutes. On en arrive même à se demander qui est le vrai héros.

## Albums
- Parfum d'Afrique
  - Auteur : Jean-Louis Tripp
  - Publication : 1983 par les éditions Milan
  - Jacques, se retrouve à Port Kotto à la recherche d'une femme inconnue et un nom qui lui trotte dans la tête jusqu'à l'obsession : Kangarroo.
- Soviet Zigzag
  - Auteurs : Jean-Louis Tripp, Marc Barcelo
  - Couleurs : Anne Fougerouse
  - Publication : 1986 par les éditions Milan
  - Prix de la critique (ACBD) au Festival d'Angoulême 1987
  - Alors qu'il voulait passer des vacances au Nouveau-Mexique, Jacques gagne des vacances pour visiter le pays des soviets, tous frais payés.
- Zoulou blues
  - Auteur : Jean-Louis Tripp
  - Couleurs: Anne Clément
  - Publication : 1987 par les éditions Milan.
  - Prix : Prix Lucien au Festival d'Angoulême 1988
  - Jacques cache Zoubida poursuivie par des affreux qui veulent lui faire la peau. C'est l'été à Toulouse, la chaleur est torride. Tout va bien jusqu'au moment où un grand noir sapé interrompt une séance tout aussi torride : « À peine adulte, je devins membre de l'African National congress ».
- Afrikaans bazaard
  - Auteur : Jean-Louis Tripp
  - Couleurs : Laurence Quilici et Yves Lencot
  - Publications : 1989 par les éditions Milan
  - L'Afrique du Sud, Jacques est-il en vacances avec la belle blonde et africaine Laurie ? Au rythme des poèmes de Breyten Breytenbach et des romans d'André Brink, les vacances avancent : « Je glissais doucement hors du monde réel et du reste, comment être tout à fait sûr que ce pays-ci appartiennent bien à ce monde là… ».

## Prix
- 1987 : Prix Bloody Mary pour le tome 2